# Rachel Corsie
Rachel Louise Corsie (Aberdeen, 17 agosto 1989) è una calciatrice scozzese, difensore dell'Aston Villa e della nazionale scozzese, della quale è capitano.

## Biografia
Suo bisnonno Donald Colman è stato anch'egli un calciatore, bandiera dell'Aberdeen con oltre 300 partite giocate tra 1907 e 1920 e 4 presenze con la nazionale maschile scozzese tra 1911 e 1913.

## Carriera

### Club

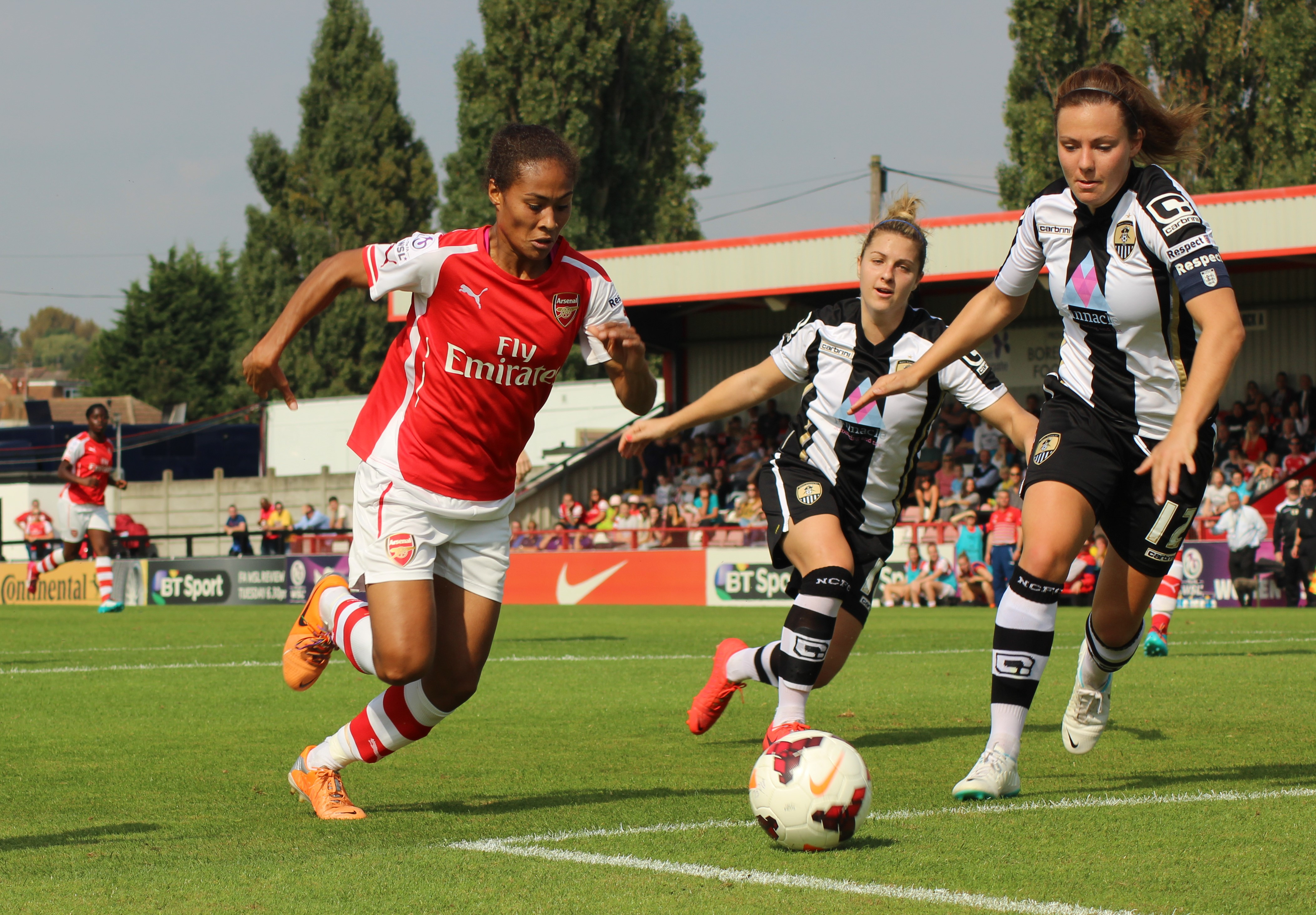
Corsie (nº 12) nel 2014 con la maglia del contro l'

Nata ad Aberdeen, inizia a giocare a calcio nello Stonehaven, passando a 17 anni, nel 2006, all'Aberdeen, squadra della sua città, dove rimane fino al 2008, quando passa al Glasgow City. Il 6 settembre 2008 debutta in Women's Cup, nella vittoria per 4-0 in trasferta contro le serbe del Mašinac PZP nel girone. A maggio 2012 raggiunge le 100 presenze in campionato con le arancionere. Con la squadra di Glasgow vince sei campionati, quattro Coppe di Scozia e quattro Coppe di Lega.
A gennaio 2014 si trasferisce in Inghilterra, al Notts County, in FA Women's Super League. Esordisce il 16 aprile nell'1-1 in casa in campionato contro l'Arsenal, nel quale gioca tutti i 90 minuti. Segna l'unica rete in bianconero il 6 luglio nel 2-0 sul campo del Birmingham City in FA WSL Cup, siglando la rete che fissa il risultato al 93'. Termina con 13 presenze in Super League, chiusa al sesto posto su otto.
A inizio 2015 va a giocare negli Stati Uniti, al Seattle Reign in National Women's Soccer League. Debutta il 3 maggio entrando al 90' del successo casalingo per 3-1 sul Washington Spirit. Segna per la prima volta il 12 luglio, quando realizza il gol del 2-1 momentaneo nella vittoria per 4-2 in casa contro il Western NY Flash. Alla prima stagione in NWSL arriva alla finale per il titolo, persa con il FC Kansas City e gioca 18 partite, segnando 2 gol.
A fine campionato ritorna in prestito al Glasgow City, dove vince un altro campionato e una Coppa di Scozia.
Ritornata negli USA, chiude il campionato 2016 al quinto posto, non qualificandosi per i play-off.

#### Nazionale

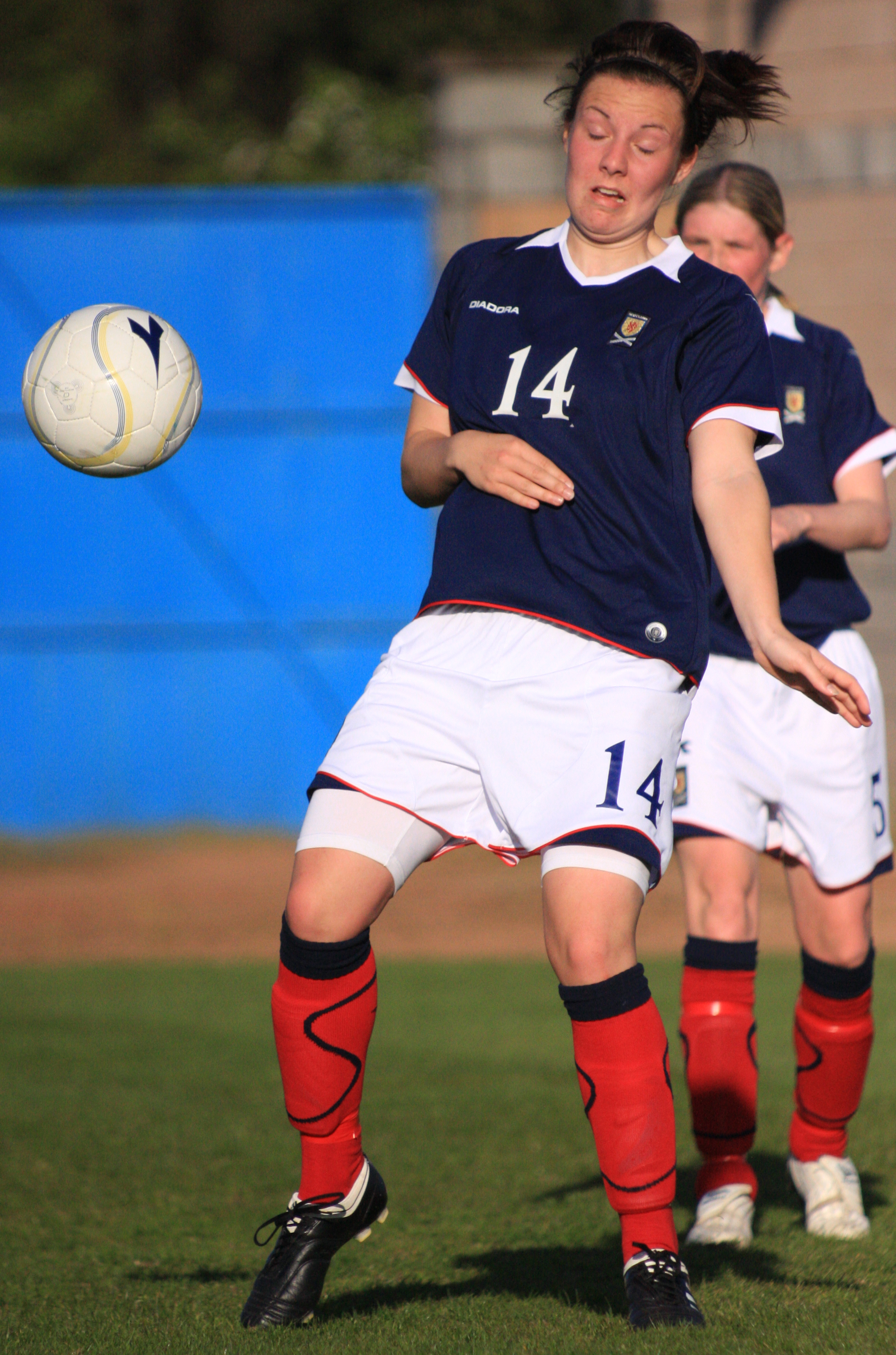
Corsie nel 2009 con la nazionale scozzese

Nel 2005 debutta con l'Under-19 scozzese. Nel 2008 è capitano durante gli Europei Under-19 in Francia, dove le scozzesi escono nel girone. Termina con la massima rappresentativa giovanile nel 2008, dopo aver ottenuto 21 presenze e 2 gol nelle competizioni UEFA.
Debutta in nazionale maggiore il 5 marzo 2009, a 19 anni, giocando titolare nella sconfitta per 2-0 contro la Francia in Cyprus Cup.
Segna il primo gol con la Scozia il 15 ottobre dello stesso anno, realizzando l'1-0 al 33' nella vittoria esterna per 3-0 nel derby amichevole a Belfast con l'Irlanda del Nord.
Il 4 marzo 2011 indossa la fascia da capitano nella sfida con l'Inghilterra in Cyprus Cup, vinta per 2-0, il ritorno alla vittoria sulle rivali inglesi dopo oltre 30 anni.
Il 13 settembre 2014 realizza una doppietta nel 9-0 in casa a Motherwell contro le Fær Øer nelle qualificazioni al Mondiale 2015 in Canada, segnando 6-0 e 8-0. Si ripete il 27 ottobre 2015 nel 4-1 esterno a Skopje con la Macedonia del Nord, realizzando 2-0 e 3-0 nella gara di qualificazioni all'Europeo 2017 in Olanda.
Nel 2017 il CT della nazionale scozzese Anna Signeul la convoca per l'Europeo nei Paesi Bassi, prima partecipazione di sempre delle scozzesi. Chiude la competizione continentale venendo eliminata nel girone con 3 punti, ottenuti vincendo l'ultima gara, 2-1 con la Spagna, dopo le sconfitte con Inghilterra per 6-0 e Portogallo per 2-1. Corsie gioca tutte e tre le gare.
A settembre dello stesso anno, dopo l'addio alla nazionale di Gemma Fay, diventa capitano.

## Palmarès

### Club
- Campionato scozzese: 7

Glasgow City: 2008-2009, 2009, 2010, 2011, 2012, 2013, 2015
- Scottish Women's Premier League Cup: 4

Glasgow City: 2008-2009, 2009, 2012, 2013
- Scottish Women's Cup: 5

Glasgow City: 2009, 2011, 2012, 2013, 2015

### Nazionale
- Pinatar Cup: 1

2020